# Tomoharu Katsumata
Tomoharu Katsumata (勝間田具治 Katsumata Tomoharu?) (Nacido el 4 de febrero de 1938 en Shizuoka Prefecture, Japón) es un director de películas japonesas conocido por su trabajo en varios Anime. Director principal de la Toei Animation Studio durante los 60's, 70's y 80's, Katsumata trabajó como director en varias adaptaciones a TV de mangas de Gō Nagai, incluyendo Devilman (1972), Mazinger Z (1972), Cutey Honey (1973), Great Mazinger (1974), y Gaiking (1976).
Katsumata se graduó de la "Nippon University's film school" en 1960 y empezó trabajando en la división Kyoto de la Toei ese mismo año, siendo asistente del director Masahiro Makino en sus dramas samurái. Después de unos años, Katsumata se fue a Toei Doga (Toei Animation) en Tokio, trabajando como director en algunas series de televisión de Toei, incluyendo "Ken the Wolf Boy" (1963) y el anime original "Cyborg 009" (1966).
Algunos de los créditos de Katsumata como director de Toei incluyen series de TV como "Captain Future" (1978), "Fist of the North Star" (1983) y "Saint Seiya: Hades" (2005-2008), y películas como "Mazinger Z vs. Devilman" (1973), "La Pequeña Sirenita  (Anderusen Douwa Ningyo Hime)" (1975) y "La Arcadia de mi Juventud" (1982).

## Filmografía
- Heartcatch Precure!: (2010)
- GeGeGe no Kitarō (2007-2009)
- Saint Seiya: The Hades Chapter Elysion (2008)
- Saint Seiya: The Hades Chapter Inferno (2005 - 2007)
- Dai Yamato zero gô (2004) (V)
- Salaryman Kintaro (2001) TV series
- Silver Fang (Ginga: Nagareboshi gin) (1986) TV series (unknown episodes)
- Dream Fighter Wingman (Yume senshi Wingman) (1984) TV series
- Space Battleship Yamato: The Final Chapter (Uchû senkan Yamato: Kanketsuhen) (1983)
- Arcadia of My Youth: Infinite Orbit SSX (Waga seishun no Arcadia: Mugen kidô SSX) (1982) TV series
- Future War 198X (1982)
- Space Pirate Captain Harlock: Arcadia of My Youth (Waga seishun no Arukadia) (1982)
- Moero Arthur: (Entaku no Kishi Monogatari Moero Āsā) (1979)
- The Adventures of Captain Future (Captain Future) (1978) TV series
- Demon King of the Heavens: Gaiking (Daikû maryû Gaikingu) (1976) TV series
- UFO Robo Grendizer (Yûfô robo Gurendaizâ) (1975) TV series
- Andersen Dowa: Ningyo Hime The Little Mermaid (Andasen dôwa ningyo-hime) (1975)
- Great Mazinger (Gurêto Majingâ) (1974) TV series
- Cutey Honey (Kyûteî Hanî) (1973) TV series
- Devilman (Debiruman) (1972) TV series
- Three Musketeers in Boots (Nagagutsu sanjûshi) (1972)
- Mazinger Z (Majingâ Zetto) (1972) TV series